# Ґлен Кук
Ґлен Кук (англ. Glen Cook; народився 9 липня 1944) — американський фантаст, автор творів у науково-фантастичному та фентезійному стилі. Найвідомішими з його творів є цикли «Хроніки Чорного загону» (The Black Company) та «Пригоди Гаррета» (фентезі-детектив).

## Біографія
Ґлен Кук народився 9 липня 1944 року у Нью-Йорку. Навчався в університеті штату Міссурі, служив у ВМФ США.
З 1965 року працював на автомобільному заводі фірми «Дженерал Моторз» в Сент-Луїсі. Саме в цей час він серйозно зайнявся літературою. Кук стверджував, що робота на складальному конвеєрі була дуже простою, і залишала йому багато часу для творчості.
Кук написав декілька оповідань у науково-фантастичному стилі, у 1972 році був виданий роман «Спадкоємці Вавилону» (The Heirs of Babylon), про відродження цивілізації після ядерної війни. Проте потім Ґлен Кук перейшов до жанру фентезі, де і понині залишається одним з найпопулярніших авторів.
У 1979-у вийшла книга «Темрява всіх ночей» (A Shadow of All Night Falling), що започаткувала серію «Імперія жаху». Серія включає романи: «Темрява всіх ночей» (A Shadow of All Night Falling) (1979), «Дитя жовтня» (October's Baby) (1980), «Тіні збираються» (All Darkness Met) (1980), «Вогонь в його долонях» (The Fire in His Hands) (1984), «Без пощади» (With Mercy Toward None (1985), «Урожай східного вітру» (Reap the East Wind) (1987) и «Марш злої долі» (An Ill Fate Marshalling) (1988). Рукопис ще одного невиданого роману, The Wrath of Kings, було викрадено.
Особливу популярність письменнику приніс цикл «Хроніки Чорного загону», сюжет якого оповідає історію загону найманців протягом декількох десятиріч. У наш час[коли?] цикл налічує 10 виданих книг, став фактично класикою жанру і користується особливою повагою серед колишніх військових. Коли Ґлена Кука запитали про причини такої популярності серії, він відповів: «Головні герої поводяться так, як на їх місці діяли б реальні хлопці. Це не оспівування війни; просто люди, що роблять свою роботу. Головні герої — справжні солдати. Вони зовсім не схожі на солдатів, як їх уявляють собі люди, що ніколи не служили в армії. Саме це і подобається хлопцям, що пройшли службу».
Кук пробував свої сили в інших напрямах жанру. Серіал, у жанрі фентезі-детективу, про приватного детектива Гаррета. Назви книг серії свідомо перекликаються з назвами романів, так званого «кольорового циклу» відомого автора детективів Джона Д. Макдональда.
З решти робіт Ґлена Кука виділяються романи «Суть часу» (1985) — детективний сюжет на тлі переміщення в часі, і класична фентезі на тему арабського Сходу «Башта страху» (1989).
Крім цих книг, їм написано ще дві трилогії — «Зоряні рибалки» (1982) і «Темні війни» (1985—1986 рр) та декілька окремих романів.
У даний час Ґлен Кук залишив роботу в General Motors і, за його словами, хоча в його розпорядженні тепер весь тиждень, він відчуває, що раніше, коли ще працював на конвеєрі, він був продуктивніший як письменник.

### «Чорне Товариство»
Серія епічного фентезі про гурт найманців, відомих як Чорне Товариство.
- Книги Півночі:

1. «Чорний загін» (The Black Company, 1984)
2. «Тіні згущуються» (Shadows Linger, 1984)
3. «Біла троянда» (The White Rose, 1985)

- Супутні

1. «Срібний клин» (The Silver Spike, 1989)

- Книги Півдня

1. «Гра тіней» (Shadow Games, 1989)
2. «Сталеві сни» (Dreams of Steel, 1990)

- Книги Блискучого каменю

1. «Суворі часи» (Bleak Seasons, 1996)
2. «Ім'я їй, темрява» (She Is the Darkness, 1997)
3. «Води сплять» (Water Sleeps, 1999)
4. «Солдати живуть» (Soldiers Live, 2000)

- Ще не опубліковані

1. «A Pitiless Rain»
2. «Port of Shadows»

### «Пригоди Гаррета»
Серія гумористичного фентезі із елементами містики про Гаррета, незалежного приватного детектива у світі, де діє магія і де люди не дуже мирно співіснують з чесленними видами розумних істот.
1. «Солодкий срібний блюз» (Sweet Silver Blues, 1987)
2. «Золоті серця з гірчинкою» (Bitter Gold Hearts, 1988)
3. «Холодні мідні сльози» (Cold Copper Tears, 1988)
4. «Сивий олов'яний смуток» (Old Tin Sorrows, 1989)
5. «Грізні латунні тіні» (Dread Brass Shadows, 1990)
6. «Ночі кривавого заліза» (Red Iron Nights, 1991)
7. «Смертельна ртутна брехня» (Deadly Quicksilver Lies, 1994)
8. «Жалюгідні свинцеві божки» (Petty Pewter Gods, 1995)
9. «Жар зів'ялої сталі» (Faded Steel Heat, 1999)
10. «Злісні чавунні небеса» (Angry Lead Skies, 2002)
11. «Шепочучі нікелеві ідоли» (Whispering Nickel Idols, 2005)
12. «Жорстокі цинкові мелодії» (Cruel Zinc Melodies, 2008)
13. «Позолочені латунні кості» (Gilded Latten Bones, 2010)
14. «Згубне бронзове честолюбство» (Wicked Bronze Ambition, 2013)

### Імперія жаху
- Приквели
  1. «Вогонь в його долонях» (The Fire in His Hands, 1984)
  2. «Без милосердя» (With Mercy Toward None, 1985)
- Основні книги
  1. «Темрява всіх ночей» (A Shadow of All Night Falling, 1979)
  2. «Дитя жовтня» (October's Baby, 1980)
  3. «Прихід темряви» (All Darkness Met, 1980)
- Сіквели
  1. «Жатва східного вітру» (Reap the East Wind, 1987)
  2. «Марш злої долі» "An Ill Fate Marshalling, 1988)
  3. «Шлях до непривітності серця» "A Path to Coldness of Heart, 2012)

### «Інструменти ночі»
Серія епічного фентезі у переінтерпретованому варіанті Європи та Західної Азії 13 століття.
1. «Тиранія ночі» (The Tyranny of the Night`', 2005)
2. «Лорд Тихого Королівства» (Lord of the Silent Kingdom, 2007)
3. «Віддатися волі ночі» (Surrender to the Will of the Night`', 2010)
4. «Лорд Тихого Королівства» (Working the Gods' Mischief, 2014)

### «Ловці зірок»
1. «Тіньова лінія» (Shadowline, 1982)
2. «Ловці зірок» (Starfishers, 1982)
3. «Зоряний рубіж» (Star's End, 1982)

- Пов'язані

1. «Рейд» (Passage at Arms, 1985)
2. «Майбутнє ловців зірок» (збірник оповідань) (The Starfishers Future, 1985)

### «Темні війни»
1. «Та, що прирікає» (`'Doomstalker,1985)
2. «Чаклун» (Warlock, 1985)
3. «Останній обряд» (Ceremony, 1986)

### Книги, що не входять до серій
1. «Болотна академія» (The Swap Academy, 1970) (написана під псевдонімом «Greg Stevens»)
2. «Спадкоємці Вавилону» (The Heirs of Babylon, 1973)
3. «Меченосець» (The SwordBearer, 1982)
4. «Справа часу» (A Matter of Time, 1985)
5. «Дракон ніколи не спить» (The Dragon Never Sleeps, 1988)
6. «Башня страху» (The Tower of Fear, 1989)
7. «Проспіване в крові» (Sung in Blood, 1992)